# Hame
Hame (macedónul: Хаме, albánul Ama) település Észak-Macedóniában, a Délnyugati körzet Debari járásában.

## Népesség
| Lakosok száma | 182  | 194  | 228  | 258  | 268  | 24   | 307  | 135  | 19   |
|               | 1948 | 1953 | 1961 | 1971 | 1981 | 1991 | 1994 | 2002 | 2021 |

2002-ben 135 lakosa volt, akik mindannyian albánok.